# Ромос
Ромос (нем. Romoos) — коммуна в Швейцарии, в кантоне Люцерн. 
Входит в состав округа Энтлебух. Население составляет 744 человека (на 31 декабря 2006 года). Официальный код — 1007.